# Niño Miguel
Miguel Vega de la Cruz, más conocido como "Niño Miguel" (Huelva, 27 de enero de 1952 - Ibídem, 23 de mayo de 2013), fue un guitarrista español, hijo del también tocaor Miguel Fernández Cortés (Miguel el Tomate) y la onubense Ana Vega de La Cruz. Es considerado, a pesar de la inconstancia de su carrera, uno de los grandes intérpretes del flamenco. Aprendió a tocar junto a su padre y siendo un niño ya le acompañaba en el canto en tabernas y las calles de Huelva. En los años 1970 su forma de tocar causó sensación. Obtuvo en 1973 el premio de honor del 'Concurso Nacional de Guitarra de la Peña' Los Cernícalos de Jerez y la Televisión Española le dedicó un especial en el programa ‘Raíces’. Falleció en Huelva por complicaciones de una neumonía y problemas intestinales.

## Historia
Miguel Fernández "El tomate" huyó de Almería y dejó a su esposa e hijos legítimos (uno de los cuales, sería del padre el actual guitarrista José Fernández Torres ("Tomatito") para unirse sentimentalmente a la madre del guitarrista. De esta forma     Miguel y sus hermanos, no recibieron el apellido de su padre. En la década de los setenta, inducido por Paco de Lucía, grabó dos discos con Universal, "La guitarra de El Niño Miguel" y "Diferente" (en los estudios PHILIPS donde grababa Paco de Lucía) reeditados en 1999 bajo el título '‘Grabaciones históricas. El flamenco es universal. Niño Miguel’', disco actualmente descatalogado. Se presentó pocas veces en los escenarios y de hecho, la III Bienal de Flamenco pareció haber sido su despedida, sin embargo, en los últimos años de su vida, tocó un concierto el 26 de noviembre de 2011 en el Teatro Central de Sevilla. En 2012 actuaría en la XVI Bienal de Flamenco en Sevilla, y además, ganó la insignia "El Gallo de Oro" en Morón de La Frontera. A la inolvidable grandeza de sus composiciones han rendido tributo guitarristas como su sobrino Tomatito y Rafael Riqueni. De su legado musical destacan piezas imprescindibles como el fandango ‘Brisas de Huelva’ o el vals ‘Flamenco’. 
Influido por una infancia hostil vivida en el duro ambiente de las tabernas, fue diagnosticado de esquizofrenia, una enfermedad siquiátrica, a la que se sumó una terrible adicción a la heroína. "El Niño Miguel" vagaba con su guitarra por las calles de Huelva tocando por unas monedas, siendo también conocido en la capital como el niño de las tres cuerdas por haber tocado en varias ocasiones con tan sólo tres cuerdas, sin que los que escucharan se dieran cuenta hasta pasados unos instantes. Permaneció alejado por completo del circuito profesional, hasta su actuación en marzo de 2005 en la Sala Joaquín Turina, dentro del ciclo ‘Jueves Flamencos’ de Sevilla, supuso una de las pocas oportunidades que los aficionados tuvieron en años, de disfrutar de su guitarra, aunque de forma esporádica ofrecía actuaciones en locales de Huelva.
Tras ser diagnosticado de macroglobulinemia de Waldenstrom, pasó los últimos años de su vida en una institución de Tharsis (Huelva) donde se restableció en alto grado de forma física, aunque a expensas de su privación de libertad, algo que el guitarrista expresaba continuamente. Meses antes de su muerte, el guitarrista Rafael Riqueni ingresó también en la mencionada institución. Tras varios años de óptima salud física, de acuerdo con las estadísticas de mortalidad para su enfermedad, finalmente, algunas complicaciones de ésta como hemorragias e infecciones, hicieron que ingresara en el Hospital Juan Ramón Jiménez de Huelva, en cuya UCI fallecería el 23 de mayo de 2013.

## Actualidad
En 2007 se estrenó un documental sobre el flamenco en Huelva, Huelva flamenca, rodado por Benoît Bodlet y Chechu G. Berlanga. donde El Niño Miguel aparece tocando "El Emigrante" y una alegría.
En el Festival de Cine Iberoamericano de Huelva en 2009 se estrenó La sombra de las cuerdas, dedicado a la figura del Niño Miguel con archivos y entrevistas de Paco de Lucía, Tomatito, Rafael Riqueni, Juan y Pepe Habichuela, Juan Carlos Romero, Enrique Morente, Arcángel, Niño Josele, Antonio Mesa, Emilio Fornieles (pintor) y la familia de Miguel. (dirigido por Annabelle Ameline, Benoît Bodlet y Chechu García Berlanga).

## Discografía[5]
- La Guitarra de El Niño Miguel (1975)
- Diferente (1976)
- El Niño Miguel: Diferente (Universal, 2006)